# 야나바역
야나바역(일본어: 簗場駅)은 일본 나가노현 오마치시에 위치한 동일본 여객철도 오이토 선의 철도역이다. 역 번호는 18번이며, 상대식 승강장 2면 2선의 구조를 갖춘 지상역이다.

## 타는 곳
| 1 | ■ 오이토 선 | 하행 | 하쿠바 · 미나미오타리 방면                       |
| 2 | ■ 오이토 선 | 상행 | 시나노오마치 · 호타카 · 도요시나 · 마쓰모토 방면 |

## 이용 현황
| 승차 인원 추이 | 승차 인원 추이 |
| 연도           | 1일 평균       |
| -------------- | -------------- |
| 2007           | 32             |
| 2010           | 24             |
| 2011           | 23             |

## 역 주변
- 국도 제148호선
- 나카쓰 호 - (니시나 3호)의 하나.

## 인접 역
| 동일본 여객철도 오이토 선     | 동일본 여객철도 오이토 선 | 동일본 여객철도 오이토 선                        |
| ----------------------------- | ------------------------- | ------------------------------------------------ |
| 23 시나노오마치 마쓰모토 방면 | □ 쾌속                    | 가미시로 15 미나미오타리 · 이토이가와 방면       |
| 19 우미노쿠치 마쓰모토 방면   | ■ 보통                    | 미나미카미시로 16 미나미오타리 · 이토이가와 방면 |